# Teorema adiabático
El teorema adiabático, en mecánica cuántica, es un teorema enunciado por Max Born y Vladimir Fock en 1928, que afirma lo siguiente:
| Teorema adiabático Un sistema físico permanece en su estado propio instantáneo si la perturbación que actúa sobre él es lo bastante lenta y hay un salto energético entre su valor propio y el resto del espectro del Hamiltoniano Max Born y Vladimir Fock |

En otras palabras, un sistema mecanocuántico sujeto a condiciones externas que cambien gradualmente puede adaptar su forma y por tanto permanece en un estado que le es propio durante todo el proceso adiabático. Note que el término “adiabático” no  es el mismo que se usa en termodinámica (un proceso adiabático en termodinámica es aquel en el que no hay intercambio de calor entre el sistema y su ambiente), más bien la definición mecánico cuántica está más relacionada con el concepto de proceso cuasiestático de termodinámica, es decir que el proceso se hace con suficiente lentitud que cada una de sus partes permanece en equilibrio. Cuantitativamente, el ket {\displaystyle \scriptstyle {\left|n(t)\right\rangle }}, sujeto a un hamiltoniano variable {\displaystyle \scriptstyle {\alpha (t)}} evoluciona como:

{\displaystyle \psi (t)=e^{i\alpha (t)}\left|n(t)\right\rangle }

y se considera que el proceso es lo bastante lento cuando se puede aplicar:

{\displaystyle {\left|\left\langle m(t)\left|{\frac {d}{dt}}H(t)\right|n(t)\right\rangle \right|}\ll {\frac {\left|E_{n}(t)-E_{m}(t)\right|}{\Delta t_{nm}}}}

Donde:
{\displaystyle {\left|m(t)\right\rangle }}
{\displaystyle {\left|n(t)\right\rangle }} son dos estados del sistema y
{\displaystyle {\Delta t_{nm}}\,} es el periodo característico de una oscilación coherente entre estos dos estados.
Las consecuencias de este teorema son múltiples, variadas y extremadamente sutiles. Una cuantificación de la adiabaticidad de un proceso es la fórmula de Landau-Zener que calcula la probabilidad de transición en un cruce evitado. Una aplicación del mismo es la computación adiabática, una propuesta para la computación cuántica en la que, conocido el problema, se define el estado inicial del sistema y la evolución en el tiempo del hamiltoniano externo para que del estado final se obtenga el resultado del cálculo.